# Les Champignons chanteurs
Les Champignons chanteurs (ou De zingende zwammen en néerlandais) est le quarante-neuvième album de la série de bande dessinée Bob et Bobette. Il porte le numéro 110 de la série actuelle.
Il a été écrit par Willy Vandersteen et publié dans De Standaard et Het Nieuwsblad du 18 mai 1960 au 26 septembre 1960.

## Personnages
- Bob
- Bobette
- Sidonie
- Jérôme
- Lambique
- Miquette Duval
- Mr et Madame Duval
- Pierrot Fardeau
- Lili, Lala et Lolo, dit les soeurs Toutebiche
- Célestin, le vendeur de ballon à la kermesse
- Commissaire de police
- Des forains
- Grog le clown avec sa femme et sa fille Titi
- Panjub et Banar
- La fée Fantasia
- Le fantôme espagnol
- La Dame en Noir
- Robert Antigone (appelé dans l'album Fantômas)

## L'histoire
Après leur aventure du cercle d'or, Lambique et Jérôme se reposent chez Sidonie. Lambique va nourrir les canards dans le parc, mais une petite fille dont il tenait la main disparait mystérieursement. Il parvient à s'échapper des foules en colère, l'accusant d'enlèvement, jusqu'à ce que Jérôme, Bob et Bobette viennent le chercher en voiture. Le journal annonce ainsi que Lambique est suspecté pour l'enlèvement de Miquette Duval, mais Lambique est sur qu'il s'agit d'un autre homme, qui était assis au parc lisant le journal le jour de l'enlèvement présumé.
Le lendemain, Bobette trouve près du banc un journal avec une adresse, Rue du Moulin, 22. Elle s'y rend alors avec Jérôme et Bobette. Jérôme attrape un homme en fuite. Celui-ci avoue à la police avoir tout vu. Miquette a été engloutie par un ballon en forme de champignon. La police ne le croit évidemment pas et l'homme est incarcéré.
M. Duval, désespéré, vient demander de l'aide aux cinq amis. Ils apprennent à la radio qu'un deuxième enfant a disparu, il s'agit de Pierrot Fardeau, domicilié à la Rue de la Tour. Bobette s'y rend le lendemain et aperçoit un ballon en forme de champignon. Elle essaie de récupérer le ballon et de le faire éclater avec un lance pierre mais détruit sur son passage une vitrine et un étalage de magasin. Elle finit par tirer sur le ballon, mais le garçon disparu n'était pas dedans. Tante est en colère, elle doit payer pour les dégâts occasionnés et dit à Bobette de cesser avec ces bêtises de ballons enchantés. . Jérôme et Lambique emmènent plus tard Bob et Bobette à la foire. Là, ils vont voir Célestin, l'homme qui vend les ballons. Il dit qu'il achète ses ballons aux sœurs Toutebiche, possédant des carroussels dans la foire. Lorsque six enfants disparaissent en tout, les parents se méfient de la foire et ont peur d'y aller.
Célestin demande aux sœurs de l'aider à retrouver le ravisseur, mais s'enfuit plus tard. Il croise Jérôme qui se rend justement à la foire. Jérôme trouve aussi les sœurs étranges, mais lui et ses amis vont quand même à la foire pour garder un œil.. Lorsque Bobette vend un ballon, le garçon disparaît. Bobette le retrouve dans un terrain vierge. Le garçon dit que son ravisseur portait une bague avec une pierre noire. Les soeurs Toutebiche sont charmées par Jérôme qui veille la nuit sur la foire. Lambique accompagne Bob et Bobette jusqu'au terrain vierge et aperçoivent le ravisseur, mais il s'échappe dans une Citroën. Les amis ont su prendre note d'une partie de la plaque d'immatriculation et retrouvent la voiture à la foire le lendemain. Ils attrapent ainsi le ravisseur, un forain, celui-ci dit qu'il n'est que responsable du dernier enlèvement. Il est jaloux du succès des sœurs Toutebiche et voulait les rendre suspectes.
Plus tard, le fakir Panjub fait un tour de magie, il enferme Bob et Bobette dans une caisse. Puis Titi disparaît après sa visite chez les sœurs Toutebiche. Ses parents sont terriblement inquiets. Bob et Bobette poursuivent un ballon gonflable, mais celui-ci est attrapé par un mystérieux homme en 2 chevaux. Un cercle de sorcières se trouve à l'emplacement où devait se poser le ballon. Il semble que  les champignons formant le cercle chantent. Bob et Bobette enregistrent donc le son. Les amis retrouvent la Citroën à la foire. Les magiciens Panjub et Banar s'avèrent être M. Duval et le commissaire de police ; ils ne croyaient pas à l'histoire des ballons jusqu'à ce jour. Ils ont réussi à sauver Titi après qu'elle a été avalée par le ballon.
Jérôme interroge Lili, la plus jeune sœur, qui lui annonce qu'elle aura 565 ans. Elle lui dévoile qu'elle et ses deux soeurs ont été envoyés sur Terre pour aider les gens. Mais en vieillissant, ils perdent leur magie et seul le souffle des jeunes enfants peuvent les faire rajeunir. Ils ne voulaient pas que les ballons fassent disparaître les enfants, le sort jeté ayant mal tourné. Les sœurs ont alors suivi les ballons, se mettant à la recherche des enfants. C'est alors que la fée Fantasia apparaît : elle emmène les soeurs, maintenant que leur secret a été révélé.
Sur la bande magnétique de Bob et Bobette, ils entendent les enfants chanter, il s'avère alors qu'ils se sont transformés en champignons. Lorsque les sœurs Toutebiche se repentent, Fantasia annule le sort permettant aux enfants de retrouver leur aspect normal.

## Autour de l'album
- Au cours des années 1960, un jouet et sorti sur le thême de Jérôme : Le Houp-Jérôme, une sorte de bâton avec la tête de Jérôme sur laquelle il fallait réussir à mettre un anneau relié à une ficelle autour du nez. Ce jeu est annoncé dans l'album.
- Dans les cieux, Willy Vandersteen représente différents être magiques à la retraite. Il est représenté également la Dame en Noir en train de tricoter, Robert Antigone et le fantôme espagnol.
- Les trois soeurs s'appellent dans la version originale, en néerlandais, les soeurs Feriteel, référence au mot anglais fairy tale voulant dire conte de fées.
- Jérôme est désigné comme un tueur de dragons par les soeurs Toutebiche. Dans l'album Lambique au bois dormant, Jérôme devient chasseur de dragons dans un paysage féerique que Lili a créé pour lui. Lambique est également chasseur de dragons dans l'album Le Trésor de Fiskary.
- Les voitures que conduisent Bob et Bobette proviennent de la série policière Highway Patrol.
- Dans l'album De zes sterren, de la série Fanny et Cie, Fanny fait la remarque comme quoi la fissure sur sa carte correspond à une fissure dans l'asphalte de la route. Konstantinopel dit alors qu'il s'agit d'un plagiat de l'album de Bob et Bobette Les champignons chanteurs. Fanny répond : "Non, je fais juste ce que font tous ces chanteurs d'aujourd'hui. J'en fais une reprise."

## Chanson
Lors de la réimpression à la fin des années 1980, une chanson a été écrite sur l'album (en néerlandais). Celle-ci interprétée à plusieurs reprises à la télévision néerlandaise lors de l'émission Wordt Vervolgd. La chanson est également apparue dans la cassette Suske en Wiske Striphits, sortie accompagnée d'un livre du même nom. Le refrain était :
Wie kent het raadsel van de zingende zwammen
van paddenstoelen in een heksenkring?
Dat is 't geheim van de luchtballon
die kleine kinderen ving.
Soit traduit littéralement en français : 
Qui connaît l'énigme des champignons chanteurs,
des champignons en cercle de sorcières ?
C'est le secret du ballon volant
qui capturait les petits enfants.